# アベニューA

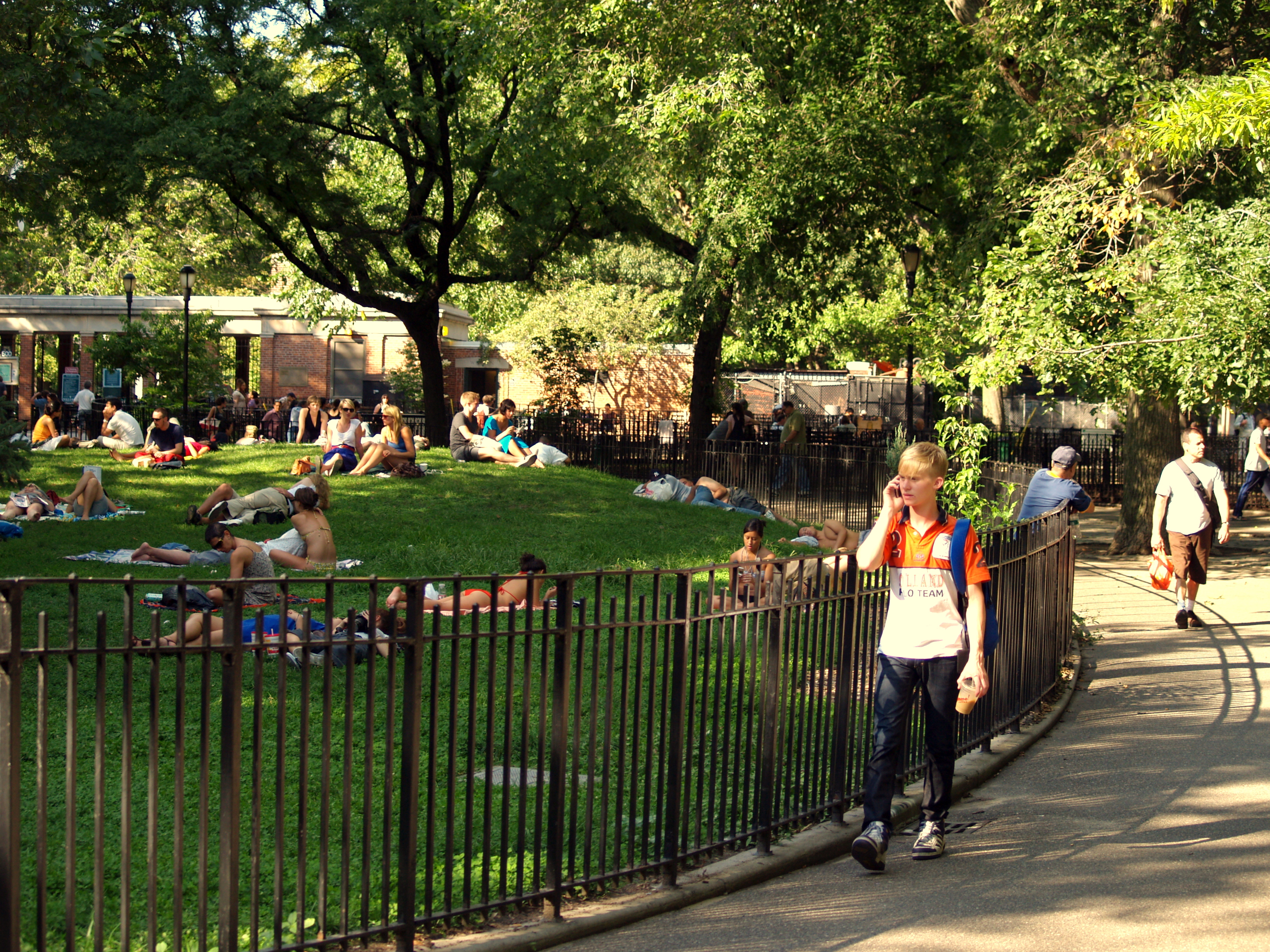
東7丁目と東10丁目の間のアベニューAに沿ったトンプキンス・スクエア・パーク

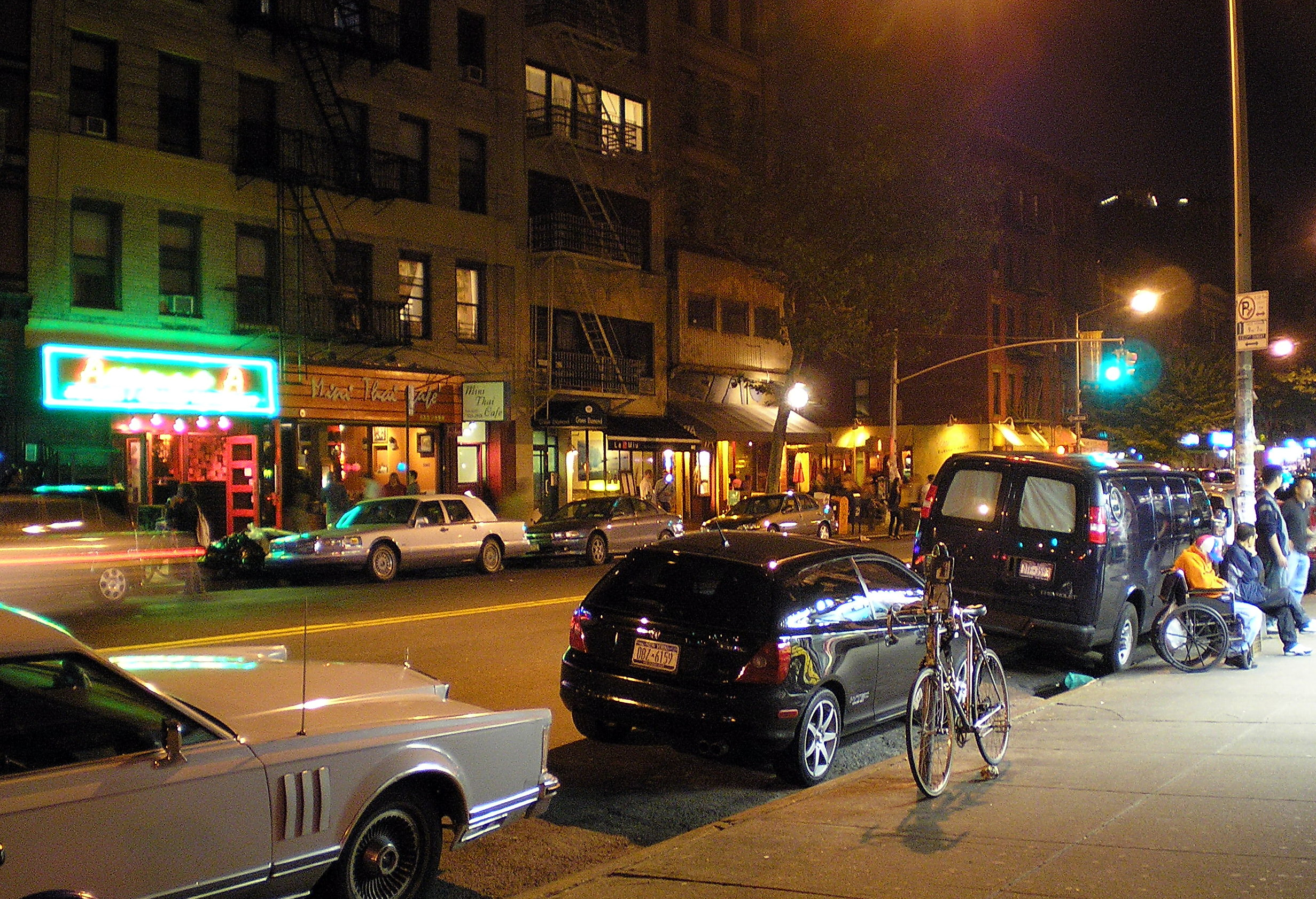
深夜のアベニューAと東7丁目

アベニューA (Avenue A) は、ニューヨーク市マンハッタン区イースト・ヴィレッジ地区のアルファベット・シティを南北に走る通りである。この通りの一ブロック西を1番街が、東をアベニューBが走っている。この通りの南端はハウストン・ストリートで、北端は14丁目である。14丁目以北は、アベニューBにつながるスタイフェサント・タウン (Stuyvesant Town) 内を走るループ (14th Street Loop) に続いている。ハウストン・ストリート以南は、エセックス・ストリート (Essex Street) と名を変えて続いている。
この通りは、アルファベット・シティの西端と考えられている。また、トンプキンス・スクエア・パークの西端でもある。

## 歴史
マンハッタンのストリート・グリッド整備の基準となった1811年委員会計画では、イーストサイドの1番街から、ウェストサイドの12番街までのアベニューが建設されることとなった。この計画では、1番街より東のアベニューは、どんな位置にあったとしても、アルファベット1文字を冠する追加のアベニュー、西から東に向かってアベニューA、アベニューB、アベニューC、そしてアベニューDのいずれかになる計画であった。
1番街はマンハッタンのほとんどの地区で東端のアベニューではあるが、現在のアルファベット・シティの北側で1番街より東のいくつかの不連続な短い通りが「アベニューA」として整備された。

### アッセル・レヴィ・プレイス
1947年にスタイフェサント・タウンピーター・クーパー・ヴィレッジ (Stuyvesant Town–Peter Cooper Village) が建設されたことで、14丁目から23丁目の区間のアベニューAが閉鎖された。この結果、分断された、キップス・ベイの東23丁目から25丁目の短い区間はアッセル・レヴィー・プレイス (Asser Levy Place) と改名された。この区間の東隣はアッセル・レヴィ・レクリエーション・センター・アンド・パーク (Asser Levy Recreation Center and Park) であり、そこには1904-06年に建てられたアッセル・レヴィ公衆浴場 (en) が位置している。
アッセル・レヴィ・プレイスは2013年10月に閉鎖され通行禁止となり、レクリエーション・センターの一部となった。

### ビークマン・プレイス
ビークマン・プレイス (Beekman Place) はMitchell Place/49丁目から51丁目（国際連合本部ビルのすぐ北）の区間を走る短い通りである。1811年委員会計画におけるアベニューAの一部ではないが、この通りの延長線上とほぼ一致する。この通りの名前は、ニューヨーク市の開発に大きな影響力を持ったビークマン・ファミリーから付けられており、その一員のen:Wilhelmus Beekmanの名前はダウンタウンのビークマン・ストリートとウィリアム・ストリートの由来ともなっている。

### サットン・プレイスとヨーク・アベニュー
現在の東53丁目から92丁目の区間を走るサットン・プレイス (Sutton Place) およびヨーク・アベニュー (York Avenue) も、以前はアベニューAと命名されていた。
1875年、エフィンガム・B・サットン (Effingham B. Sutton) は、57丁目と58丁目の間に赤褐色砂岩（ブラウンストーン）の家屋群を建設した。この通りに彼の名を付けるよう意見が挙がり、1897年に
ニューヨーク市議会は57丁目と60丁目の間の通りの名称を「アベニューA」から「サットン・プレイス」に変更する請願を承認した。
1928年、サットン・プレイスの59丁目より北の1ブロックとそれより北のアベニューAの区間は第一次世界大戦で活躍したアルヴィン・ヨーク軍曹の栄誉を称え、ヨーク・アベニューに改名された。この区間は、かつてアベニューAだった通りで唯一、アベニューAと一貫した住所システムを現在でも用いている。

### プレザント・アベニュー
イースト・ハーレムの114丁目と120丁目の間を走っていたアベニューAの北端の区間は、1879年にプレザント・アベニュー (Pleasant Avenue) へ改名された。この通りの住所はアベニューAから連続した番地名（2000番台になるはず）を用いていない。